# Campeonato Chileno de Futebol de 1980 - Segunda Divisão
O Campeonato Chileno de Futebol de Segunda Divisão de 1980 foi a 29ª edição do campeonato do futebol do Chile, segunda divisão, no formato "Primera B". Em turno e returno os 22 clubes jogam todos contra todos. O Campeão e o vice são promovidos para o Campeonato Chileno de Futebol de 1981 diretamente. O terceiro e o quarto colocado iriam para uma disputa entre os dois últimos do Campeonato Chileno de Futebol de 1980 (Club de Deportes Iquique e Club de Deportes Aviación) - dois deles iriam ao ascenso, dois deles iriam para o Campeonato Chileno de Futebol de 1981 - Segunda Divisão . Os dois últimos colocados do iriam para a recém criada terceira divisão chilena.

## Participantes
| Equipe                                        | Cidade                                                   | Região                           | No ano anterior                                      | Estádio                                               | Capacidade | Títulos        | Participações |
| --------------------------------------------- | -------------------------------------------------------- | -------------------------------- | ---------------------------------------------------- | ----------------------------------------------------- | ---------- | -------------- | ------------- |
| Deportes Iberia                               | Los Ángeles                                              | Região de Bío-Bío                | Décimo Quarto Lugar                                  | Estádio Municipal de Los Ángeles                      | 5.000      | 0 (não possui) | 26            |
| Deportes Linares                              | Linares                                                  | Região de Maule                  | Vigésimo Lugar                                       | Estádio Fiscal de Linares                             | 7.000      | 0 (não possui) | 20            |
| Club Social y Deportivo San Antonio Unido     | San Antonio                                              | Região de Valparaíso             | Sexto Lugar                                          | Estádio Municipal Doctor Olegario Henríquez Escalante | 2.000      | 0 (não possui) | 19            |
| Ferroviarios de Chile                         | Estación Central                                         | Região Metropolitana de Santiago | Décimo Sétimo Lugar                                  | Estádio Ferroviário Hugo Arqueros Rodríguez           | 30.000     | 0 (não possui) | 12            |
| Club Deportivo San Luis                       | Quillota                                                 | Região de Valparaíso             | Quinto Lugar                                         | Estádio Municipal Lucio Fariña Fernández              | 7.500      | 2 (1955, 1958) | 17            |
| Club Deportivo Independiente de Cauquenes     | Cauquenes                                                | Região de Maule                  | Quarto Lugar                                         | Estádio Fiscal Manuel Moya Medel                      | 10.000     | 0 (não possui) | 10            |
| Club Provincial Curicó Unido                  | Curicó                                                   | Região de Maule                  | Décimo Oitavo Lugar                                  | Estádio La Granja                                     | 8.000      | 0 (não possui) | 7             |
| Club Deportivo Trasandino de Los Andes        | Los Andes                                                | Região de Valparaíso             | Nono Lugar                                           | Estádio Regional de Los Andes                         | 2.500      | 0 (não possui) | 25            |
| Club de Deportes Malleco Unido                | Angol                                                    | Região de Araucanía              | Décimo Segundo Lugar                                 | Estádio Municipal Alberto Larraguibel Morales         | 4.000      | 0 (não possui) | 7             |
| Club de Deportes Unión San Felipe             | San Felipe                                               | Região de Valparaíso             | Décimo Nono Lugar                                    | Estádio Municipal de San Felipe                       | 18.500     | 1 (1970)       | 12            |
| Club de Deportes Unión La Calera              | La Calera                                                | Região de Valparaíso             | Sétimo Lugar                                         | Estádio Municipal Nicolás Chahuán Nazar               | 10.000     | 1 (1961)       | 14            |
| Colchagua Club de Deportes                    | San Fernando                                             | Região de O'Higgins              | Décimo Primeiro Lugar                                | Estádio Municipal Jorge Silva Valenzuela              | 5.900      | 0 (não possui) | 21            |
| Club de Deportes La Serena                    | La Serena                                                | Região de Coquimbo               | Décimo Terceiro Lugar                                | Estádio La Portada                                    | 18.500     | 1 (1957)       | 9             |
| Club de Deportes Antofagasta                  | Antofagasta                                              | Região de Antofagasta            | Décimo Quinto Lugar                                  | Estádio Regional de Antofagasta                       | 26.339     | 1 (1968)       | 5             |
| Club de Deportes Ovalle                       | Ovalle                                                   | Província de Coquimbo            | Décimo Lugar                                         | Estádio Municipal de Ovalle                           | 8.000      | 0 (não possui) | 15            |
| Club Deportivo Arica                          | Arica                                                    | Região de Tarapacá               | Terceiro Lugar                                       | Estádio Carlos Dittborn                               | 10.000     | 0 (não possui) | 3             |
| Club Social de Deportes Rangers               | Talca                                                    | Região de Maule                  | Décimo Lugar                                         | Estádio Fiscal de Talca                               | 8.324      | 0 (não possui) | 4             |
| Club Deportivo Huachipato                     | Talcahuano                                               | Região de Bío-Bío                | Oitavo Lugar                                         | Estádio Las Higueras                                  | -----      | 1 (1966)       | 4             |
| Club de Deportes Ñublense                     | Chillán                                                  | Região de Bío-Bío                | Rebaixado do Campeonato Chileno de Futebol de 1979   | Estádio Bicentenário Municipal Nelson Oyarzún         | 12.000     | 1 (1976)       | 18            |
| Corporación Club de Deportes Santiago Morning | Independencia                                            | Região Metropolitana de Santiago | Rebaixado do Campeonato Chileno de Futebol de 1979   | Estádio Santa Laura                                   | 22.375     | 2 (1959, 1974) | 9             |
| Club Deportes Cobresal                        | Localidade de El Salvador, na comuna de Diego de Almagro | Região de Atacama                | Acesso via Associações de Origem de Futebol do Chile | Estádio El Cobre                                      | 8.000      | 0 (não possui) | 1             |
| Club de Deportes Regional Atacama             | Copiapó                                                  | Região de Atacama                | Acesso via Associações de Origem de Futebol do Chile | Estádio Luis Valenzuela Hermosilla                    | 8.000      | 0 (não possui) | 1             |

## Campeão
| Campeão Chileno Segunda Divisão 1980                   |
| ------------------------------------------------------ |
| Club Deportivo San Luis (Quillota) (3º título) Campeão |